# تريمينة موراي
تريمينة موراي (الاسم العلمي: Trimenia moorei) هي نوع نباتي يتبع جنس التريمينة من فصيلة التريمينية.